# 不死甘露
甘露（IAST: amṛta，音譯阿密哩多、阿彌利都，意為永生），又稱不老泉，是印度神話中出現的永生之仙藥。
傳說中提婆天神與阿修罗攪乳海求甘露。天神战胜阿修罗之后，独占甘露。但是阿修罗之一的天光卻变化成天神的模样，混在其中，偷喝了一口甘露，被日天和月天发现了，通知了毗湿奴，但此時甘露尚未经过天光的喉咙，天光的头便被毗湿奴的化身無醯尼砍下。但是天光的头因仙露而长生不老，是為羅睺。为了报仇，羅睺吞食了日天和月天，造成日蝕和月蝕；当日天與月天兩神在他敞开的喉头中走出，日月蚀便完结。
無量壽決定光明王佛持甘露普濟眾生，壽命無量，因此又有甘露王如來的稱號。觀世音菩薩手上有寶瓶，瓶中有楊枝甘露，亦為此甘露。